# Łasin (stacja kolejowa)
Łasin – dawna stacja kolejowa w Łasinie, w gminie Łasin, w powiecie grudziądzkim, w województwie kujawsko-pomorskim, w Polsce. 

## Historia
15 grudnia 1886 prusacy wybudowali linię kolejową o charakterze lokalnym, łączącą Łasin z Gardeją. Dzięki niej Łasin miał pośrednie połączenie z Malborkiem. 12 marca 1979 roku linia została zamknięta dla ruchu pasażerskiego i towarowego. W tym roku zostało również rozebrane torowisko. 
Długość linii kolejowej wynosiła 15 km.